# Dark Blue
Dark Blue er en amerikansk tv-serie skabt af Jerry Bruckheimer og Jonathan Littman. Serien debuterede på TNT den 15. juli 2009.